# تاريخ حماس
حماس هو وصف للمنظمة الإسلامية الفلسطينية  الأصولية  وهي منظمة اجتماعية سياسية مرتبطة بقوة شبه عسكرية، وهي كتائب الشهيد عز الدين القسام. وحماس هو اختصار لحركة المقاومة الإسلامية.

## التاريخ
تأسست حركة حماس عام 1987، وتعود أصولها إلى حركة الإخوان المسلمين في مصر، التي كانت نشطة في قطاع غزة منذ الخمسينيات واكتسبت نفوذاً من خلال شبكة من المنظمات الخيرية والاجتماعية المختلفة. في الثمانينيات، برزت جماعة الإخوان المسلمين كعامل سياسي قوي، متحدية نفوذ منظمة التحرير الفلسطينية، وفي عام 1987 تبنت خطًا أكثر قومية ونشاطًا تحت اسم حماس. وخلال التسعينيات وأوائل العقد الأول من القرن الحادي والعشرين، نفذت المنظمة العديد من التفجيرات الانتحارية والهجمات الأخرى ضد قوات الاحتلال الاسرائيلية. وفي الانتخابات التشريعية الفلسطينية التي جرت في يناير/كانون الثاني 2006، حصلت حماس على أغلبية كبيرة من مقاعد البرلمان الفلسطيني، متغلبة على حركة فتح الحاكمة؛ وبعد الانتخابات، نشبت صراعات بين حماس وفتح. الامر الذي أدى إلى نشوب سلسلة من الاشتباكات العنيفة في يونيو/حزيران 2007، ومنذ ذلك الوقت تحكم حماس الجزء الخاص بغزة من الأراضي الفلسطينية، وأعفيت من المناصب الحكومية في الضفة الغربية. وعلى أثر ذلك فرضت إسرائيل ومصر حصارًا اقتصاديًا على غزة وأغلقت حدودهما مع القطاع. وبعد سيطرتها على غزة، أطلقت حماس وغيرها من المنضمات الأخرى هجمات صاروخية على إسرائيل، والتي توقفت بوساطة مصرية في يونيو/حزيران 2008. وفي أواخر عام 2008 عادت الهجمات واتهم كل طرف الآخر بالمسؤولية. وفي أواخر ديسمبر/كانون الأول 2008، هاجمت إسرائيل غزة، وسحبت قواتها في منتصف يناير/كانون الثاني 2009.

### النشاط الإسلامي المبكر في غزة
مع سيطرة اسرائيل على غزة بعد حرب عام 1967، لاحقت الفصائل العلمانية التابعة لمنظمة التحرير الفلسطينية، لكنها أسقطت القيود الصارمة التي فرضت سابقاً ضد الناشطين الإسلاميين. وكان من بين النشطاء أحمد ياسين، زعيم جماعة الإخوان المسلمين في غزة، الذي شكل أيضاً الجماعة الإسلامية سُميت بـ المجمع الإسلامي، وهي مؤسسة خيرية اعترفت بها إسرائيل في عام 1979. وسمحت لها ببناء مساجد ونوادي ومدارس ومكتبة في غزة. وقال يتسحاق سيغيف، القائم بأعمال حاكم غزة عام 1979، إنه ليس لديه أي أوهام بشأن نوايا ياسين، بعد أن شاهد حركة إسلامية تطيح بالشاه في إيران، وفقًا لسيغيف، كان ياسين وجمعيته الخيرية "مسالمين بنسبة 100٪" تجاه إسرائيل خلال ذلك الوقت، وحافظ سيغيف على اتصالات منتظمة مع ياسين، والتقى به حوالي اثنتي عشرة مرة، ورتب لنقله إلى إسرائيل لتلقي العلاج في المستشفى. وقال سيجيف أيضًا إن فتح هي "عدونا الرئيسي".
وفي عام 1984، تلقى الجيش الإسرائيلي معلومات استخبارية تفيد بأن أتباع ياسين يجمعون الأسلحة في غزة، حيث قامت بمداهمة بعض الأماكن وعثرت على مخبأ للأسلحة. وقُبض على ياسين، لكنه أخبر المحققين أن الأسلحة كانت مخصصة للاستخدام ضد العلمانيين، وليس ضد إسرائيل، واطلق سراحه بعد عام وسمح له بمواصلة تطوير حركته في غزة.

### التأسيس
في عام 1987، قُتل أربعة فلسطينيين في حادث مروري شارك فيه سائق إسرائيلي، والتي دفعت الأحداث التي تلت ذلك - الانتفاضة الفلسطينية ضد الاحتلال الإسرائيلي - إلى تأسيس حركة حماس باعتبارها فرعًا من حركة حماس الإسلامية في مصر، وقد حظيت المجموعة الجديدة بدعم جمعيات خيرية ومؤسسات اجتماعية تابعة لجماعة الإخوان المسلمين، والتي اكتسبت بالفعل موطئ قدم قوي في الأراضي المحتلة، ظهر الاسم المختصر "حماس" لأول مرة في عام 1987 في منشور اتهم أجهزة المخابرات الإسرائيلية بتقويض النسيج الأخلاقي للشباب الفلسطيني كجزء من تجنيد الموساد لمن وصفتهم حماس بـ "المتعاونين"، ومع ذلك، كان الجيش الإسرائيلي والاستخبارات لا يزالان يركزان على فتح، ويواصلان الحفاظ على اتصالاتهما مع الناشطين الإسلاميين في غزة. حيث التقى العديد من القادة الإسلاميين، بما في ذلك مؤسس حماس الكبير محمود الزهار، مع إسحاق رابين كجزء من "المشاورات المنتظمة" بين المسؤولين الإسرائيليين والفلسطينيين غير المرتبطين بمنظمة التحرير الفلسطينية.

#### الهجوم الأول
نفذت حماس هجومها الأول ضد إسرائيل في عام 1989، حيث اختطفت وقتلت جنديين. وقامت قوات الدفاع الإسرائيلية على الفور باعتقال ياسين وحكمت عليه بالسجن المؤبد، وقامت بترحيل 400 من نشطاء حماس، بما في ذلك الزهار، إلى جنوب لبنان، الذي كانت إسرائيل تحتله في ذلك الوقت، وخلال هذه الفترة، أقامت حماس علاقات مع حزب الله.

### التسعينيات
في مطلع التسعينيات بدأت حماس بتأسيس الجناح العسكري لحماس، تحت عنوان (كتائب عز الدين القسام)، في عام 1991. وعلى الرغم من أن الكتائب جزء لا يتجزأ من حماس، إلا أنها تعمل بشكل مستقل، وفي بعض الأحيان تتعارض مع سياسة حماس. حيث شنت كتائب القسام العديد من الهجمات ضد الجيش الإسرائيلي، ومنذ أبريل 1993، شملت هذه العمليات التفجيرات الانتحارية، التي أصبحت حماس معروفة على المستوى الدولي بسببها. حيث كان الدافع الرئيسي لقرار حماس باستخدام الهجمات الانتحارية كطريقة رد أساسية على مذبحة فبراير 1994 التي ارتكبها باروخ جولدشتاين بحق 30 مسلمًا في أحد مساجد الخليل. وكان يحيى عياش، أحد أعضاء الكتائب، والذي ربما يكون العقل المدبر لمعظم الهجمات الانتحارية، والذي أغتيل على يد المخابرات الإسرائيلية في أوائل عام 1996.
وفي كانون الأول/ديسمبر 1992، ردت إسرائيل على مقتل ضابط في شرطة الحدود بترحيل 415 من قيادات حماس والجهاد الإسلامي إلى لبنان، الأمر الذي أثار إدانة دولية وأصدر مجلس الأمن الدولي بالإجماع قرارا رقم 799 يدين العمل ويطالب بعودة هؤلاء الذين رحلوا. وتمت مصادرة هوياتهم ونقلوا بالحافلات عبر المنطقة الأمنية الإسرائيلية في جنوب لبنان، عند معبر زمريا. ولدى وصولهم، رفضت السلطات اللبنانية السماح لهم بالدخول إلى لبنان وأقاموا معسكرًا على سفح الجبل في مرج الزهور؛ وكان من بين المبعدين حوالي 100 شيخ وإمام ومؤذن وقاضي وشخصيات دينية أخرى؛ و170 حصلوا على شهادات جامعية أو دبلومات معادلة، واعترفت إسرائيل بأن سبعة عشر شخصاً، من بينهم طفل يبلغ من العمر ستة عشر عاماً، حسب وصفها "قد رحلوا عن طريق الخطأ". وفي 9 سبتمبر 1993، وبالتزامن مع اتفاقية أوسلو، تمت إعادة 181 من المرحلين المتبقين البالغ عددهم 396 إلى قطاع غزة حيث اعتقلوا أغلبهم على الفور من قبل السلطات الإسرائيلية. وعاد الباقون وعددهم 197 إلى الأراضي المحتلة في 4 ديسمبر/كانون الأول 1983، واحتجز 29 منهم ولم يعود سوى 18 منهم.
ورغم أن الهجمات الانتحارية التي نفذتها كتائب القسام وغيرها من الجماعات تشكل انتهاكاً لاتفاقيات أوسلو لعام 1993 (التي عارضتها حماس)، إلا أن رئيس السلطة الفلسطينية ياسر عرفات كان متردداً في ملاحقة المهاجمين وربما لم يكن لديه الوسائل الكافية للقيام بذلك. وذكر بعض المحللين أن السلطة الفلسطينية يمكنها وقف الهجمات الانتحارية وغيرها من الهجمات على المدنيين، لكنها رفضت القيام بذلك.
وفي سبتمبر 1997، حاول جواسيس إسرائيليون في الأردن قتل زعيم حماس خالد مشعل ولكنهم فشلوا في ذلك، وفي محاولة لإطلاق سراح جواسيس الموساد الذين أسرتهم السلطة الأردنية بعد محاولة الاغتيال الفاشلة، عقد الملك حسين صفقة مع إسرائيل لمبادلة احمد ياسين بالجواسيس، وبعد مرور عامين، تم حظر حماس في الأردن، ويقال إن ذلك جاء جزئياً بطلب من الولايات المتحدة، وإسرائيل، والسلطة الفلسطينية. وكان العاهل الأردني الملك عبد الله يخشى أن تؤدي أنشطة حماس وحلفائها الأردنيين إلى تعريض مفاوضات السلام مع إسرائيل للخطر، واتهمت حركة حماس بالانخراط في أنشطة غير مشروعة داخل الأردن. وفي منتصف سبتمبر/أيلول 1999، اعتقلت السلطات قائد حماس خالد مشعل وإبراهيم غوشة لدى عودتهما من زيارة إلى إيران، واتهمتهما بالانتماء إلى منظمة غير قانونية، وتخزين الأسلحة، وإجراء تدريبات عسكرية، واستخدام الأردن كقاعدة تدريب. ونفى قادة حماس هذه الاتهامات. حيث نفي مشعل واستقر في سوريا.

## جدول زمني موجز
- 1984 القبض على أحمد ياسين والحكم عليه بالسجن 12 عاماً بعد اكتشاف مخبأ للأسلحة، وإطلاق سراحه في العام التالي.
- 1987 تأسيس حركة حماس على يد أحمد ياسين.
- 1987-1993 الانتفاضة الأولى.
- ميثاق حماس 1988.
- 1989 إسرائيل تحظر حركة حماس وتعتقل أحمد ياسين.
- حرب الخليج الثانية 1991.
- 1992 إنشاء الجناح العسكري عز الدين القسام.
- اتفاقيات أوسلو 1993.
- أبريل 1993، أول تفجير انتحاري لحماس.
- الانتخابات التشريعية والرئاسية الفلسطينية 1996، وقاطعتها حماس، مما أتاح لحركة فتح بقيادة ياسر عرفات وتسلم الحكم.
- 5 يناير 1996، أغتيال يحيى عياش.
- فبراير-مارس 1996، مقتل 47 إسرائيليًا في ثلاث تفجيرات مختلفة.
- أكتوبر 1997، أطلق سراح أحمد ياسين من قبل رئيس الوزراء بنيامين نتنياهو "لأسباب إنسانية" (في الواقع، بسبب محاولة اغتيال خالد مشعل الفاشلة، في 25 سبتمبر 1997، على يد الموساد في الأردن، وتم التوصل إلى صفقة توسط فيها بيل كلينتون بين إسرائيل والأردن) وعاد كبطل إلى غزة.
- مارس 1998، اغتيال محيي الدين الشريف.
- سبتمبر 2000، بداية الانتفاضة الفلسطينية الثانية.
- يوليو 2002، أغتيال صلاح شحادة قائد كتائب عز الدين القسام.
- 8 مارس 2003، اغتيال إبراهيم المقادمة، أحد قادة الجناح العسكري لحركة حماس، مع 3 آخرين.[38]
- 6 يناير/كانون الثاني 2004. هدنة لمدة 10 سنوات عرضها مسؤول حماس عبد العزيز الرنتيسي مقابل انسحاب إسرائيل الكامل إلى حدود 1967.
- 22 مارس 2004، اغتيال أحمد ياسين. وحل محله عبد العزيز الرنتيسي كزعيم لحركة حماس. وفي 28 مارس/آذار، صرح الرنتيسي في كلمة ألقاها في الجامعة الإسلامية في غزة أن "أمريكا أعلنت الحرب على الله. لقد أعلن شارون الحرب على الله، وأعلن الله الحرب على أمريكا وبوش وشارون".[39]
- 17 أبريل 2004، اغتيال عبد العزيز الرنتيسي. قُتل في غارة جوية شنتها القوات الجوية الإسرائيلية.
- في 18 أبريل 2004، اختارت حماس سراً زعيماً جديداً في قطاع غزة، خوفاً من تعرضه للاغتيال، لكن تردد أن الزعيم الجديد هو محمود الزهار، الرجل الثاني لإسماعيل هنية.[40]
- سبتمبر 2004، وقال رئيس أركان الجيش الإسرائيلي موشيه يعلون إن إسرائيل "ستتعامل مع [...] أولئك الذين يدعمون الإرهاب"، بما في ذلك الموجودين في "مراكز قيادة الإرهاب في دمشق".
- 26 سبتمبر 2004، اغتيال عز الدين الشيخ خليل.
- أكتوبر 2004، اغتيال عدنان الغول مساعد محمد الضيف قائد كتائب عز الدين القسام.
- 11 نوفمبر 2004، وفاة ياسر عرفات، رئيس منظمة التحرير الفلسطينية ورئيس السلطة الوطنية الفلسطينية.
- الانتخابات الرئاسية الفلسطينية 2005، انتخاب رئيس منظمة التحرير الفلسطينية محمود عباس ليحل محل ياسر عرفات.
- الانتخابات المحلية الفلسطينية 2004–05، نجاح نسبي لحركة حماس، التي سيطرت على بيت لاهيا في شمال غزة، وقلقيلية في الضفة الغربية ورفح.
- مارس 2005. حماس تعلن التهدئة.
- 25 يناير 2006، فوز حركة حماس في الانتخابات التشريعية الفلسطينية 2006 التي حصلت على 74 مقعدا من أصل 132 مقعدا.
- وفي مارس 2007، شكل المجلس التشريعي الفلسطيني حكومة وحدة وطنية برئاسة إسماعيل هنية.
- يونيو 2007، حماس تبدأ بالسيطرة على غزة، منهية التحالف مع فتح.